# Keith Benson
Keith Anderson Benson Jr. (Farmington Hills, Míchigan; 13 de agosto de 1988) es un jugador de baloncesto estadounidense. Con 2,11 metros de estatura, juega en la posición de pívot.

## Trayectoria deportiva

### Universidad
Jugó durante cuatro temporadas con los Golden Grizzlies de la Universidad de Oakland, en las que promedió 14,1 puntos, 8,2 rebotes y 2,7 tapones por partido. En su segunda temporada acabó en cuarta posición de todo el país en porcentaje de tiros de campo, con un 62,2%, además de liderar The Summit League en tapones, con 2,4 por partido.
Al año siguiente lideró la liga en rebotes, tapones y doble-dobles, siendo elegido Jugador del Año de la Summit League, además de lograr el Lou Henson Award, galardón que se otorga al mejor jugador procedente de una conferencia que no se encuentre entre las 6 más fuertes del país.
En su última temporada como universitario volvió a ganar el premio al mejor jugador de la liga, y también al mejor defensor, primera vez en la historia que ambos premios recaen en el mismo jugador. Promedió 17,9 puntos, 10,1 rebores y 3,6 tapones, cifra esta última que le situó en la segunda posición de todo el país. Obtuvo el récord de más tapones en una carrera de la liga, con 371, siendo el segundo jugador de la historia en lograr más de 1500 puntos y 1000 rebotes. En sus tres últimas temporadas fue además incluido en el mejor quinteto de The Summit League.

#### Estadísticas
| Temporada | Equipo  | Partidos | MIN  | TC  | TCA  | %TC  | 3P  | 3PA | %3P  | TL  | TLA | %TL  | REB  | ASIS | ROB | TAP | PER | FP  | PTS  |
| 2007-08   | Oakland | 29       |      | 1.9 | 3.7  | .505 | 0.0 | 0.0 |      | 1.5 | 2.3 | .667 | 3.5  | 0.1  | 0.2 | 1.4 | 0.7 |     | 5.2  |
| 2008-09   | Oakland | 36       |      | 5.3 | 8.5  | .622 | 0.0 | 0.0 | .000 | 3.7 | 5.6 | .667 | 7.8  | 0.7  | 0.6 | 2.4 | 1.1 |     | 14.3 |
| 2009-10   | Oakland | 35       | 31.3 | 5.9 | 11.1 | .533 | 0.1 | 0.1 | .400 | 5.4 | 7.5 | .724 | 10.5 | 0.8  | 0.4 | 3.3 | 1.7 | 3.0 | 17.3 |
| 2010-11   | Oakland | 35       | 32.4 | 6.6 | 12.1 | .547 | 0.3 | 0.7 | .391 | 4.5 | 7.0 | .643 | 10.1 | 1.1  | 0.8 | 3.6 | 1.9 | 3.1 | 17.9 |
| Total     | Oakland | 135      | 31.8 | 5.1 | 9.1  | .558 | 0.1 | 0.2 | .379 | 3.9 | 5.7 | .679 | 8.2  | 0.7  | 0.5 | 2.7 | 1.4 | 1.6 | 14.1 |

### Profesional
Fue elegido en la cuadragésimo octava posición del Draft de la NBA de 2011 por Atlanta Hawks. siendo el primer jugador de la historia de su universidad en ser elegido en un draft. Durante el lockout de la NBA fichó por el Dinamo Basket Sassari de la liga italiana, con una cláusula que le permitiera volver cuando acabara la huelga de jugadores. Sólo jugó 4 partidos, en los que promedió 5,5 puntos y 5,8 rebotes.
Al regresar a su país, jugó dos partidos de pretemporada con los Hawks, pero fue posteriormente descartado.
En enero de 2012 ficha por los Sioux Falls Skyforce de la NBA D-League.
En marzo de 2012 firma un contrato de diez días con los Golden State Warriors de la NBA.
En agosto de 2015 regresa a su país fichando por los Miami Heat.
El 17 de diciembre de 2020, firma por el Lietuvos rytas de la Lietuvos Krepšinio Lyga.
El 8 de febrero de 2021, firma por el BC Levski Sofia de la Liga de Baloncesto de Bulgaria.
Se presentó al draft del BIG3 en mayo de 2022, siendo seleccionado en el tercer puesto de la segunda ronda por el equipo Enemies.

## Estadísticas de su carrera en la NBA

### Temporada regular
| Año     | Equipo       | PJ | PT | MPP | %TC  | %3P | %TL | RPP | APP | ROB | TPP | PPP |
| ------- | ------------ | -- | -- | --- | ---- | --- | --- | --- | --- | --- | --- | --- |
| 2011-12 | Golden State | 3  | 0  | 3.0 | .000 | –   | –   | 1.0 | 0.0 | 0.0 | 0.0 | 0.0 |